# Ahokas (ö)
Ahokas är en ö i Finland.   Den ligger i Nyslotts kommun och landskapet Södra Savolax, i den sydöstra delen av landet, 290 km nordost om huvudstaden Helsingfors.